# Regulación del sueño
La regulación del sueño se refiere cómo se desarrolla el sueño en los animales.
Los seres humanos pasan un tercio de su vida durmiendo, y muchos otros mamíferos, incluyendo a pequeños roedores de laboratorio pasan la mitad o más de su vida en este estado. Para los animales el sueño puede ser una etapa vulnerable, es necesario que sean capaces de despertar rápidamente y puedan escapar o defenderse de sus depredadores. En estos periodos de transición ocurren una gran variedad de cambios que son fácilmente observables. Con el desarrollo del electroencefalograma (EEG) se pueden apreciar diversas etapas del sueño en el humano que son denominados ritmos cerebrales: 
- Ritmo delta  (0.5-3.9 Hz)
- Ritmo theta  (4 – 7.9 Hz)
- Ritmo alfa    (8-12.9 Hz)
- Ritmo beta   (13 – 19.9 Hz)
- Ritmo gamma (20 – 100 Hz)

El sueño en el humano comprende básicamente dos periodos: el sueño de movimientos oculares rápidos (SMOR), descrito por Aserinsky y Kleitman en 1953;  y la fase de sueño no MOR, que ha sido subdividido en tres etapas: N1-N3. En la etapa 1 de sueño no MOR, el EEG presenta una actividad de bajo voltaje y una frecuencia que combina ritmos alfa y theta. En la etapa 2 la actividad cerebral es predominantemente theta; son característicos de esta fase de sueño la aparición de complejos K. La etapa 3 se caracteriza por presentar actividad delta de gran voltaje, también conocida como sueño de ondas lentas (SOL), sueño delta o sueño profundo

## Sueño en animales
Hasta ahora se sabe que todos los mamíferos y muchas otras especies tienen algún tipo de sueño. Se han estudiado alrededor de 90 especies de mamíferos, sin embargo en especies como el gato, rata, ratón, y por supuesto en el humano su estudio ha sido intensivo, pero es una proporción muy pequeña comparado con el número de animales existentes hoy día. Como resultado de esto hay muchos aspectos que se desconocen del sueño en animales. Hay una gran variación de sueño en los animales, tenemos gran cercanía con ellos de acuerdo con el árbol filogenético pero el tiempo de sueño es muy variable, por ejemplo la jirafa duerme de 1.9 a 19.9 hrs, el elefante asiático 3.1 hrs y en los leones 13.5 hrs. Existen diversos factores que influyen en la cantidad de sueño de los mamíferos pero hay algunos factores o interacciones que son importantes, estos pueden ser:
- Si la especie es predador o presa; probablemente un animal que sea presa la cantidad de sueño será reducida, sin embargo este factor es controversial porque es difícil de medir.

- La calidad, cantidad y disponibilidad de la comida que las especies normalmente ingieren; si el alimento no está disponible pasará más tiempo despierto para encontrarla por lo tanto la cantidad de sueño será menor.

- Si tienen un lugar seguro para dormir.

- El nivel de desarrollo cerebral, al parecer el SMOR favorece el desarrollo cerebral en las aves.

- Dependiendo del tamaño corporal de las especies.

Podemos medir estos periodos registrando la actividad cerebral con el EEG y el electromiograma (EMG). Tanto animales como humanos presentan un periodo de sueño donde se presentan el SMOR y el NMOR.  

## Regulación del sueño

### Regulación noradrenérgica
Las neuronas noradrenérgicas situadas en tallo cerebral tienen un papel importante en una gran cantidad de funciones fisiológicas, incluyendo la termorregulación y el sueño, por medio de sus proyecciones a través del cerebro. Estas proyecciones de neuronas noradrenérgicas del tallo cerebral ascienden por el (ventral noradrenergic bundle) e inervan el área preóptica (POAm). Inyecciones locales intra-cerebrales en sitios específicos ayudan a entender el papel de la noradrenalina (NA). Microinyecciones de NA y de otros fármacos adrenérgicos en POAm inducen una disminución en la temperatura corporal, Hernández-Peón y Chávez-Ibarra mostraron que inyecciones en el POAm producen despertares en el sueño de gatos. Con base en varios estudios, se concluyó que el sistema noradrenérgico forma parte del mecanismo de vigilia en el cerebro. Sin embargo publicaciones de la última década usando novedosos métodos, ha cambiado drásticamente esta percepción. 

### Cambios en el ciclo sueño-vigilia por microinyecciones de fármacos noradrenérgicos
En diversos estudios se realizaron microinyecciones de NA en el POAm de forma intra-cerebral, para elucidar que fase de sueño es afectada. La microinyección de NA en POAm produce un incremento en la vigilia. Por lo tanto se asumió que aferencias noradrenérgicas del POAm están involucradas en la inducción de los despertares. Este argumento se reforzó cuando se administró phenoxybenzamine un antagonista del receptor α-adrenérgico que provocó el incremento de sueño, sin embargo, la aplicación del  β-bloqueador propranolol en esta área no provocó ninguna alteración en el ciclo sueño-vigilia, por lo tanto se determinó que solo los antagonistas α-adrenérgicos producen un efecto en el sueño, mientras que el agonista produjo un efecto opuesto. Los receptores β en el POAm están involucrados en el despliegue de la conducta sexual. 

### Lesión de neuronas noradrenérgicas
La destrucción de neuronas noradrenérgicas en gatos por inyecciones de 6-OHDA dentro del haz ventral noradrenérgico (VNA), produce un incremento del SOL y SMOR. Por otra parte, se ha mostrado un incremento en la vigilia después de la destrucción selectiva de las neuronas del VNA o de aferencias noradrenérgicas en el POAm. Aunque el incremento en la vigilia fue mínimo, los hallazgos fueron repetidos a largo plazo por otro grupo de investigadores. Con base en estas observaciones se sugirió que las proyecciones noradrenérgicas en del POAm presentan un papel hipnogénico importante. 
Las aferencias del POAm están involucradas en la hipnogénesis, la cual esta mediada por receptores adrenérgicos α1 y α2. La participación del POAm puede tener un papel que vincula el sueño y la termorregulación. Los parámetros fisiológicos obtenidos por las microinyecciones intracerebrales, especialmente en el área preóptica pueden causar alteraciones no solamente en el ciclo sueño vigilia, también se observan cambios en la temperatura corporal y la conducta sexual.

### Regulación serotoninérgica
Con base en investigaciones electroencefalográficas, neuroquímicas, genéticas y neurofarmacológicas, es actualmente aceptado que la serotonina (5-HT) promueve funciones fisiológicas como la vigilia e inhibe al SMOR. En determinadas circunstancias, el neurotransmisor muestra una tendencia al aumento de sueño. La mayoría de las inervaciones serotoninérgica se encuentran en la corteza cerebral, amígdala, cerebro anterior basal, tálamo, áreas preóptica e hipotalámicas, núcleo del rafe, locus coeruleus y la formación reticular pontina que proviene del núcleo dorsal del rafe. Los receptores de la 5-HT pueden ser clasificados al menos en 7 clases, designados como 5-HT1-7. Investigaciones en ratones mutantes que no expresan los receptores 5-HT1A o 5-HT1B exhiben una mayor cantidad de SMOR que los ratones controles, lo cual puede ser por la ausencia de un efecto inhibitorio postsináptico sobre las neuronas REM-on de los núcleo PPT y LDT. Los receptores 5-HT2A y 5-HT2c de ratones knock-out muestran un incremento significativo en la vigilia y una reducción de SOL, el cual ha sido atribuido por el incremento en la neurotransmisión catecolaminergica, involucrando principalmente a los sistemas dopaminérgicos y noradrenérgicos. Adicionalmente, las variaciones de sueño han sido caracterizadas en los receptores en 5-HT7 de ratones knock-out, los cuales pasan menos tiempo en SMOR respecto con los controles. Inyecciones directas de agonistas (8-OH-DPAT y Flesinoxaninto) para los receptores 5-HT7,  en el núcleo dorsal del rafé aumenta el SMOR en ratas. En contraste, microinyecciones de agonistas en los receptores 5-HT1B  (CP-94253), 5-HT2A/2C (DOI), 5-HT3 (m-cholorophenylbiguanide) y en 5-HT7 (LP-44) en el núcleo dorsal del rafe inducen una reducción significativa de SMOR. Inyecciones sistémicas de agonistas en los receptores postsinápticos 5-HT1A (8-OH-DPAT, Flesinoxan), 5-HT1B (CGS 12066B, CP-94235), 5-HT2C (RO 60-0175), 5-HT2A/2C (DOI, DOM), 5-HT3 (M- cholorophenylbiguanide) y 5-HT7 (LP-211) incrementan la vigilia y reducen el SOL y el SMOR. Cabe señalar que la administración sistémica de los antagonistas Ritanserina y Ketanserina, ICI-170809 o Sertindol en los receptores 5-HT2A/2C en el inicio del periodo de luz ha mostrado que induce un incremento significativo se SOL y reduce el SMOR en la rata. La vigilia también fue disminuida en la mayoría de estos estudios. Efectos similares han sido descritos con las siguientes inyecciones de antagonistas selectivos para 5-HT2A (Volinaserina y Pruvaserina) y el agonista Nelotanserina en 5-HT2A en roedores. Adicionalmente los efectos en el sueño de estos compuestos han sido estudiados en estudios polisomnográficos de sujetos con sueño normal. Su administración fue seguida por un incremento del SOL y en la mayoría de los casos una reducción del SMOR.

### Regulación GABAérgica
Las funciones cerebrales están basadas en un balance entre neurotransmisión excitatoria e inhibitoria. El ácido gamma-aminobutírico (GABA) es el principal neurotransmisor inhibitorio en el sistema nervioso central en los mamíferos, sus receptores son GABAA, GABAB y GABAC. Los mecanismos inhibitorios GABAérgicos son cruciales para la iniciación y mantenimiento de sueño. El proceso GABAérgico es responsable del SMOR. La administración de antagonistas Bicuculline o GABAzine en el receptor GABAA en el núcleo sublaterodorsal, en las neuronas REM-on induce sueño MOR en ratas y gatos. En contraste, la inactivación de la parte ventrolateral de la sustancia gris periaqueductal y la parte dorsal adyacente del núcleo reticular mesencefálico que tienen zonas REM-off por  Mucimol -un agonista GABAA, induce un incremento en la cantidad de SMOR. Las regiones responsables para la generación del sueño no MOR están localizadas en el área preóptica ventrolateral y en el núcleo preóptico medio, donde las neuronas muestran inmunoreactividad a c-Fos, las cuales son identificadas como neuronas GABAérgicas. Otros reportes muestran que los niveles extracelulares de GABA en el hipotálamo posterior se incrementan en el sueño no MOR y es baja durante la vigilia. Adicionalmente está bien establecido que la activación de los receptores GABAA favorecen al sueño. Tres generaciones de hipnóticos están basados en la inhibición mediada por los receptores GABAA.
El área preóptica(POA) del hipotálamo ha sido implicada en una gran cantidad de funciones fisiológicas, incluyendo la regulación del ciclo sueño-vigilia. Especialmente, esta región tiene un importante papel en la iniciación y mantenimiento del sueño. Inicialmente, la estimulación química o eléctrica en el POA lateral en animales mostró que promueve el SOL y la aparición del sueño. Consecuentemente, lesiones en el POA mostraron una pérdida de sueño persistente. Se ha demostrado que esta área presenta una densidad importante de neuronas GABAérgicas. 
Modulación GABAérgica en neuronas colinérgicas REM-on en PPT en la generación de SMOR
El PPT recibe una gran cantidad de aferencias de la substantia nigra pars reticulata (SNrpr) y las neuronas GABAérgicas en esta área incrementan la tasa de disparo durante el SMOR. Anteriormente se propuso que el GABA en el PPT podría estar involucrado en la regulación de SMOR. En este sentido se ha mostrado que microinyecciones de antagonistas del receptor GABAA en el PPT disminuyen la cantidad y periodos SMOR, mientras que inyecciones de agonistas en los receptores GABAA en el mismo sitio, incrementaron el número de periodos de SMOR. La estimulación farmacológica de la SNrpr, la cual debería incrementar los niveles de GABA en PPT, incrementa el tiempo y periodos de SMOR, sin embargo, la estimulación eléctrica de SNrpr tiene un efecto antagonista. Como GABA es un neurotransmisor inhibitorio, no puede estimular neuronas REM-on en PPT para incrementar el SMOR. Se argumenta que un posible mecanismo por el cual GABA ejerce un efecto excitatorio sobre las neuronas REM-on es dado por la inhibición (desinhibición) sobre las neuronas REM-on.

### Regulación colinérgica del sueño
La Acetilcolina (ACh) fue la primera sustancia que se confirmó como neurotransmisor y desde ese momento se empezaron investigaciones científicas para elucidar su participación en diferentes funciones fisiológicas en el sistema nervioso central (SNC) y periférico (SNP). Hay una gran cantidad de procesos en donde participa por ejemplo: Memoria, aprendizaje, neuromodulación, enfermedades neurodegenerativas, funciones musculares, etc. También participa en la modulación del ciclo sueño-vigilia, el Dr. Raúl Hernández Peón fue el primero en demostrar que las neuronas colinérgicas regulan este ciclo, en particular el sueño MOR aparentemente originado de la formación reticular pontina medial. Después se evidenció que era regulado por los receptores muscarínicos y quizás por los nicotínicos. Investigaciones recientes revelan que la ACh es un neurotransmisor muy importante no solo en neuronas somáticas y autonómicas, sino también en el SNC. Una población importante de neuronas colinérgicas puede ser encontrada en el tallo cerebral y cerebro anterior, mientras que neuronas colinérgicas en el tegmento mesopontino y cerebro basal dan lugar a proyecciones que se difuminan y ejercen acciones que modulan señales que se procesan en diferentes regiones del SNC. Estas proyecciones regulan funciones cognitivas como la atención, conciencia, aprendizaje y memoria. Las neuronas colinérgicas en la región del cerebro anterior basal están distribuidas en el septum medial (grupo  1 ACh), en la extremidad vertical y horizontal de la banda diagonal (grupos 2 y 3 ACh), y el núcleo basal de Mynert (grupo 4 ACh), topográficamente inerva totalmente la corteza cerebral, incluyendo la amígdala e hipocampo. Neuronas colinérgicas mesopontinas en el núcleo tegmental laterodorsal (LDT; grupo 5) y núcleo tegmental pedúnculopontino (PPT; grupo 6) inervan a la formación reticular pontinomedular, la capa intermedia del coliculo superior, varios núcleos talámicos y neuronas dopaminérgicas mesopontinas. 

## Receptores muscarínicos
Hay dos tipos de receptores colinérgicos: nicotínicos y muscarínicos. Los receptores muscarínicos de ACh tienen siete dominios transmembranales. Hay cinco subtipos de receptores muscarínicos, y estos están mediados mayormente por la ACh en el SNC y SNP. El papel de la ACh en el control de funciones autonómicas es bien conocido, pero esto es resultado de acciones de la ACh en el cerebro que también modula adaptaciones al medioambiente y condiciones metabólicas. La señalización colinérgica puede alterar la termorregulación, patrones de sueño, ingesta de comida y funciones endocrinas. Existen dos estructuras colinérgicas involucradas en la generación de sueño MOR en un mamífero adulto y son los núcleos: tegmental pedúnculo pontino y tegmental laterodorsal (PPT y LDT). Diversas investigaciones han mostrado que la estimulación de los subtipos receptores muscarinicos M1-M5 modifican la arquitectura de sueño. 

### Localización de los receptores muscarínicos
El principal obstáculo para la identificación y localización de los subtipos de receptores muscarínicos ha sido tradicionalmente la carencia de marcadores para cada subtipo. Esto es particularmente para las investigaciones en el cerebro, en el cual se expresan los 5 subtipos en diferentes regiones y extensiones. Sin embargo, en la última década ha existido un progreso importante utilizando tres herramientas para localizar y mapear la distribución de los SRM: estudios de unión de radioligandos, inmunoprecipitación usando anticuerpos selectivos de subtipos y la histoquímica de hibridación in situ. En general, la distribución de SRM en el CNS está determinada por estas 3 aplicaciones que han mostrado concordancia, aunque cada técnica posee ventajas y desventajas específicas respecto a la fidelidad de la información que proveen.

### Distribución de los receptores M1- M5
Los SRMM1 están difusamente distribuidos por toda la corteza. Las regiones que exhiben los más altos niveles de M1 son el hipocampo, núcleo accumbens y el putamen caudado. Para el caso de SRMM2 hay una densidad importante en corteza cerebral, pero más notablemente en la región occipital. La menor densidad se encuentra en el hipocampo. Dentro del cerebro anterior, hay una densidad importante en la banda diagonal, bulbo olfatorio y el núcleo accumbens. Entre las regiones más densas de receptores son las capas superficiales e inferiores del colículo. En los núcleos pontino, peribraquial, trigémino motor, y el facial en tallo cerebral presentan hay una densidad importante. La distribución de SRMM3 es relativamente baja y difusa comparados con los receptores M1, M2 y M4 en el cerebro. Se distribuye a través de las láminas corticales. Otras regiones en donde se encuentran en el hipocampo en CA1, CA2 y CA3, hay una notable ausencia en el giro dentado, regiones del tálamo, bulbo olfatorio, núcleo pontino, laminas superficiales del colículo inferior y el núcleo del nervio facial. Para SRMM4 los más altos niveles se encuentran en el putamen, caudado, núcleo accumbens, regiones posteriores de la corteza y en la región CA1 del hipocampo. También se encuentran en el exterior de las láminas del núcleo olfatorio anterior. En el cerebro anterior basal y bulbo anterior se encontró la mayor densidad. Hay una marcada coincidencia en los patrones de distribución de M2 y M4 en el tallo cerebral pontino, en los núcleos: peribraquial, facial y trigeminal motor. Otras áreas en donde se encuentran son tálamo y tallo cerebral. Los SRMM5 se distribuyen en la corteza, putamen cudado y el núcleo accumbens. La más alta densidad se encuentra en lo más exterior de la capas de la corteza. Dentro de las regiones del hipocampo, CA1 y CA2 y las capas polimórficas del giro dentado. El bulbo olfatorio tiene la más alta densidad en la región del cerebro basal anterior. También se encuentra en las láminas superiores del coliculo. Hubo una notable ausencia de estos receptores en tallo cerebral con excepción de los núcleos pontino y peribraquial. En células gliales y macrófagos encontramos estos receptores.

### Participación de los RM en la modulación del ciclo sueño-vigilia
La participación de los receptores muscarínicos M1-M5 en la regulación del ciclo sueño-vigilia está en continuo progreso, diversas investigaciones han mostrado que los receptores muscarínicos M1 actúan como mediadores del sueño MOR en personas sanas y probablemente los receptores muscarínicos M2 mantienen el sueño MOR y provocan la frecuencia de SMOR (Nissen et. al. 2006). Experimentos con ratas y gatos muestran que la estimulación selectiva de los receptores muscarínicos M1 en la formación reticular pontina medial induce la aparición de sueño MOR además la regulación del ciclo sueño vigilia es controlado parcialmente por el receptor muscarínico M1.  Otro estudio realizado por Rebeca K. Zoltoski y colaboradores utilizando ratas macho de la cepa Sprague-Dawley e implantados con electrodos convencionales para registro de sueño demostraron que la administración de antagonistas muscarínicos por vía subcutánea aumentan la vigilia y disminuye el SMOR en diferentes grados, estos datos confirman que los antagonistas suprimen el SMOR e incrementan la latencia, además evidencia que el ciclo sueño vigilia es en parte controlado por los receptores muscarínicos. Otras investigaciones utilizando 6 gatos adultos con electrodos convencionales para registro de sueño y con cánulas bilateralmente implantadas en la región peribraquial mostraron que con la administración de antagonistas muscarínicos M2 produce una disminución de SMOR, además la administración de carbacol y solución salina en el área mencionada provoca cambios en los registros polisomnográficos ya que durante el SMOR aparecen más frecuentemente ondas PGOs comparado con la administración única de solución salina y en su contraparte la administración de Metoctramina/Carbacol provoca una frecuencia menor de PGOs. Ellos proponen tentativamente que los efectos observados en las ondas PGOs pueden ser por la activación de neuronas colinérgicas-colinoceptivas, las cuales están mediadas por neuronas peptidérgicas y aminérgicas. El aumento de SMOR a largo plazo se probablemente se debe a la activación de segundos mensajeros o puede ser un efecto a largo plazo provocado por neuronas peptidérgicas.  La activación de receptores presinápticos M2 promueve la liberación de ACh del núcleo tegmental laterodorsal (LDT) y pedúnculo pontino (PPT). Hay una gran cantidad de herramientas que permiten conocer de mejor manera el funcionamiento de estos receptores por ejemplo Romain Goutagny y colaboradores utilizaron 3 grupos de ratones knockout para SRMM3 y SRMM2/4, ellos mostraron con base en su análisis que hubo una disminución en la cantidad en los episodios de sueño MOR en ratones knockout (SRMM3) comparados con el grupo control, sin embargo, no encontraron variaciones en la vigilia y sueño de ondas lentas. Para SRMM2/4 no encontraron diferencias en las etapas de sueño, sin embargo, se observó que las ratas pasaron el 50% dormidas durante el periodo de luz mientras que en el periodo de oscuridad durmieron 30%. Demostraron con esta investigación que los SRMM3 tienen un papel importante en la regulación del sueño paradójico además de su posible participación en mecanismos homeostáticos. Sakai e Hirotaka, utilizando 10 gatos adultos que fueron implantados con electrodos para registro convencionales de sueño, además de la implantación de una cánula dirigida a la región peri-Lcα, administraron fármacos agonistas y antagonistas, y encontraron que hay una disminución de SMOR provocado por 4-DAMP (antagonista selectivo para M1 y M3), por lo tanto, sugieren el importante papel de los SRMM3 en la iniciación y mantenimiento del SMOR.